# Emerald Fracture Zone
Koordinaten: 62° 0′ S, 170° 0′ O
Die Emerald Fracture Zone (englisch für Emerald-Bruchzone) ist eine unterseeische Transformstörung im Südlichen Ozean. Sie verläuft von der südwestlichen Spitze des Campbell Plateau nach Süden zur nördlichen Spitze der Iselin Bank.
Die Benennung erfolgte 1995 auf Vorschlag des US-amerikanischen Ozeanographen Steven C. Cande von der Scripps Institution of Oceanography. Namensgeber ist die Brigg Emerald, ein 1817 in Providence gebauter Robbenfänger bei der sogenannten Boston Expedition (1820–1821), der dieses Gebiet im Jahr 1821 durchfuhr. Bei dieser Fahrt entdeckte die Mannschaft eine Insel, die sie als Emerald Island benannte, sich jedoch später als Phantominsel entpuppte. Die Benennung der Transformstörung wurde im Juni 1997 durch das US-amerikanische Advisory Committee on Undersea Features (ACUF) bestätigt.